# ÉS
Es je tudi ime tona.
éS (naglašeno kot S po angleško) je rolkarsko podjetje, ki izdeluje športne copate in oblačila. Podjetje je bilo ustanovljeno konec leta 1995 in je last podjetja Sole Technology. Eric Koston je prvi dobil svoj model športnega copata Koston 1 leta 1997, ki je ostal zelo popularen še veliko let in je doživel oživitev v obliki modela EK-01 z dodatkom blaženja G2 leta 2003.
411vp je izdal video Brazillian vacation, ki dokumentira turnejo Eric Kostona, Rick McCranka, Bob Burnquista in Kerry Getza po Braziliji leta 1999.
Leta 2000 podjetje izda rolkarski film Menikmati, ki je med rolkarji zelo dobro sprejet in izstopa po nekoliko drugaćni glasbeni podlagi. Posnel ga je uveljavljeni francoski snemalec Fred Mortagne.
Leta 2002 sledi turneja po Nemčiji, naslednje leto pa po Skandinaviji. Leta 2003 éS organizira tudi prvi éS Game of SKATE.

## Ekipa
| Sedanja: - Rick McCrank (1998–) - Rodrigo Teixeira (2000–) - Justin Eldrige (2003–) - Cale Nuske (???–) - Javier Sarmiento (2004–) - Nyjah Huston (2006–) - Bobby Worrest (2006–) - Danny Garica (2006–) - Silas-Baxter Neal (2006–) - Raymond Molinar (2006–) - Mike Anderson (2008–) | Pretekli člani: - PJ Ladd (2002–2008) - Eric Koston (1996–2006) - Antwuan Dixon (2005–2006) - Sal Barbier (1996–???) - Bob Burnquist (1996–???) - Ronnie Creager (1996–2000) - Chad Muska (1996–1998) - Tom Penny (1996–2006) - Paul Sharpe (1996–???) - Kerry Getz (1998–???) - Brandon Turner (1998–???) - Arto Saari (1999–2003) - Paul Rodriguez (2001–2003) - Mike Taylor (2002–???) |

## Videografija
- Menikmati (2000)
- éSpecial (2007)